# عبدالنور آماچایبو
عبدالنور آماچایبو (انگلیسی: Abdenour Amachaibou؛ زادهٔ ۲۲ ژانویهٔ ۱۹۸۷) بازیکن فوتبال اهل آلمان است.
از باشگاه‌هایی که در آن بازی کرده‌است می‌توان به باشگاه فوتبال یان رگنسبورگ، باشگاه فوتبال اس‌سی فورتونا کلن، و باشگاه فوتبال آلمانیا آخن اشاره کرد.
وی همچنین در تیم‌های ملی فوتبال جوانان آلمان و زیر ۲۳ سال مراکش بازی کرده‌است.